# Libertas Schulze-Boysen
Pour les articles homonymes, voir Schulze et Boysen.
Libertas Schulze-Boysen, née Libertas Haas-Heye à Paris le 20 novembre 1913 et morte le 22 décembre 1942 à Berlin, est une journaliste allemande, membre de la résistance allemande au nazisme au sein du réseau Orchestre rouge. Elle est exécutée par les nazis à la prison de Plötzensee.

## Biographie

### Jeunesse et formation
Libertas Haas-Heye nait le 20 novembre 1913 à Paris. Elle est la plus jeune des trois enfants du créateur de mode Otto Ludwig Haas-Heye (en) (1879-1959) et de Viktoria Ada Astrid Agnes Comtesse zu Eulenburg (1886-1967). La famille vit à Londres et à Paris, les parents divorcent en 1913.
Libertas Haas-Heye passe son enfance près de Berlin, dans le domaine d'Eulenburg, au château de Liebenberg, avec son grand-père, le diplomate Philipp zu Eulenburg.
À partir de 1922, elle fréquente une école à Berlin et vit avec son père qui dirige le Département « Mode » du Musée des arts décoratifs de Berlin. De 1926 à 1932, elle fréquente le lycée pour filles de Zurich où elle obtient le baccalauréat (Abitur).
Après un séjour au Royaume-Uni, elle est engagée au printemps 1933 comme attachée de presse par les bureaux berlinois de la société cinématographique Metro-Goldwyn-Mayer qui vient de licencier tout son personnel de confession juive. À partir de 1935, elle travaille comme journaliste indépendante, notamment pour la National Zeitung de Essen. Plus tard, elle est employée dans une organisation cinématographique liée au ministère de l’Éducation du peuple et de la propagande de Joseph Goebbels, la Kulturfilmzentrale.
Depuis plusieurs années, Libertas Haas-Heye écrit des critiques de films complaisantes pour l'idéologie national-socialiste. En mars 1933, elle adhère au Parti national-socialiste des travailleurs allemands (NSDAP) et, en 1935, elle s'implique dans le « Reichsarbeitsdienst der weiblichen Jugend » (RADwJ, Service national du travail de la jeunesse féminine) à Glindow, près de Potsdam,.

### Résistance
En 1934, elle rencontre Harro Schulze-Boysen qu'elle épouse le 26 juillet 1936 dans la chapelle du château de Liebenberg,. Il est l'éditeur d'un journal de la gauche libérale Der Gegner (L'opposant). En avril 1933 il est arrêté avec son ami Henry Erlanger ; ce dernier est assassiné devant ses yeux. Il est torturé, mais libéré grâce à l'influence de sa mère. Il garde des séquelles des mauvais traitements subis, mais reprend secrètement son activité d'opposant politique, tout en entrant au service de Hermann Göring au Ministère de l'armée où il a accès à des informations confidentielles sur la Luftwaffe qu'il diffuse.
Le couple Schulze-Boysen fréquente un cercle de jeunes intellectuels et ouvriers parmi lesquels les artistes Kurt et Elisabeth Schumacher, la danseuse Oda Schottmüller, les écrivains Günther Weisenborn, Walter Küchenmeister (en), Greta Kuckhoff et Adam Kuckhoff, les journalistes John Graudenz, Walter Husemann (de) et Gisela von Poellnitz (en), les médecins John Rittmeister et Elfriede Paul,.
Libertas Schulze-Boysen adopte peu à peu les positions politiques de son mari et rejoint le mouvement d'opposition au régime nazi. En 1937, elle quitte le NSDAP en prétextant un manque de temps depuis son mariage. Sous couvert de critiques de films, elle profite de son travail au ministère du Reich à l'Éducation du peuple et à la propagande pour amasser des informations sur les crimes de guerre nazis.
En octobre 1938, elle participe à la distribution du premier pamphlet illégal sur les accords de Munich. On commence à la soupçonner d'espionnage. Lors de vacances en Prusse orientale en juillet 1939, elle est arrêtée puis relâchée au bout de quelques jours, faute de preuves.
Elle rédige des articles pour le journal clandestin Die Innere Front, prépare des brochures et des dépliants à distribuer. Le journal est distribué dans de nombreuses villes d'Allemagne avec l'aide de plusieurs centaines d'anti-nazis.
En 1939, Harro Schulze-Boysen prend contact avec Arvid Harnack et son groupe, ainsi qu'avec les communistes Hilde et Hans Coppi. De ces réunions émerge un réseau de résistance berlinois, que la Gestapo va appeler l'Orchestre rouge (Rote Kapelle) et auquel appartiennent plus d'une centaine d'opposants de différents horizons sociaux et idéologiques. Plus d'un tiers sont des femmes. Ils considèrent l'Union soviétique comme un allié pour vaincre le régime nazi et font passer aux Soviétiques de nombreuses informations prises au sein des administrations du Troisième Reich. Au printemps 1941, ils informent l'ambassade soviétique des préparatifs de guerre allemands mais Staline ignore tous les avertissements,.
Le 29 octobre 1941, alors que les troupes allemandes sont aux portes de Moscou, Libertas Schulze-Boysen est contactée par Anatoli Gourevitch, un officier des services secrets soviétiques arrivé à Berlin depuis Bruxelles pour rétablir le lien entre l'URSS et les militants allemands anti-fascistes.
Libertas Schulze-Boysen travaille à la Kulturfilmzentrale à partir de novembre 1941. Elle y a accès à nombreuses photos prises sur le front de l'Est et dans l'arrière-pays, ainsi qu'à des enregistrements d'atrocités contre la population russe. Libertas Schulze-Boysen et Alexander Spoerl (de) commencent à documenter ces crimes commis par les SS Einsatzgruppen, les bataillons de police et la Wehrmacht. Ce matériel sert de base à un fascicule dans lequel Adam Kuckhoff et John Sieg décrivent les crimes contre les civils et appellent les soldats allemands à déserter et rejoindre les partisans russes,,.
En août 1942, le service de décryptage du Haut commandement de l'armée allemande réussit à décoder un ancien message contenant les adresses d'Adam Kuckhoff et de Harro Schulze-Boysen,.
Harro Schulze-Boysen est arrêté le 31 août 1942 dans son bureau au Ministère de l'aviation.
Lorsque Libertas Schulze-Boysen est prévenue, elle essaie de détruire, avec Alexander Spoerl, la collection de photos sur les crimes commis par les SS et la Wehrmacht. Elle informe leurs amis de l'arrestation et s'enfuit elle-même après avoir entrepris d'écrire de fausses lettres comme preuves de loyauté envers les nazis et après avoir expédié une valise contenant les papiers de Harro Schulze-Boysen à Günther Weisenborn pour qu'il les cache. Le 8 septembre, elle est arrêtée dans le train. Elle est emmenée dans les cellules du sous-sol du Bureau principal de la sécurité du Reich au nº 8 de la rue du Prince-Albert où se trouve la Gestapo,. Elle est emprisonnée. Elle se confie à Gertrud Breiter, une agente double qui travaille pour la Gestapo qui feint d'être en révolte contre l'administration. Elle lui remet même des lettres, ce qui lui vaudra d'être suspectée par son camp d'avoir provoqué l'arrestation de plusieurs de ses compagnons, mais plusieurs rapports après la guerre l'en dédouanent : ni elle, ni d'autres accusés, n'ont fait de révélations qui n'étaient pas déjà connues de la Gestapo,.

### Procès et exécution
Libertas Schulze-Boysen est accusée de préparation d'un acte de haute trahison, d'aide à l'ennemi et d'espionnage. Le premier procès devant la Cour martiale du Reich réunit les couples Harnack, Schulze-Boysen et Schumacher, ainsi que cinq autres accusés. Il se termine le 19 décembre 1942. Dix condamnations à mort sont prononcées, dont quatre avec exécution immédiate. La peine de mort pour Mildred Harnack et Erika von Brockdorff est prononcée mi-janvier 1943. Environ 139 personnes liées à l'Orchestre rouge sont arrêtées. En mars 1943, plus de 90 personnes sont inculpées, dont 50 sont condamnées à mort, dont 20 femmes,.
Libertas Schulze-Boysen est condamnée à mort le 19 décembre 1942 et guillotinée trois jours plus tard, le 22 décembre 1942, à la prison de Plötzensee, son mari est pendu le même jour,.

### Post-mortem
Libertas Schulze-Boysen a demandé que son corps soit remis à sa mère pour qu'elle puisse l'enterrer — si possible — « dans un endroit magnifique au milieu d'une nature ensoleillée ». Sa dernière volonté ne sera pas exécutée. À peine quinze minutes après sa mort, le corps de Libertas Schulze-Boysen se trouve sur la table de dissection du médecin anatomiste Hermann Stieve de l'université de Berlin qui étudie les effets du stress sur l'ovulation chez les jeunes femmes. L'assistante d'Hermann Stieve, Charlotte Pommer, reconnaît ce jour-là plusieurs des personnes envoyées à l'autopsie, parmi lesquelles Libertas Schulze-Boysen et décide de donner sa démission,.
Entre 1933 et 1945, au moins 174 prisonnières exécutées se sont retrouvées dans les salles de dissection d'Hermann Stieve, comme le révèlent les recherches de l'anatomiste Sabine Hildebrandt de l'hôpital pour enfants de Boston. Au moins dix instituts d'anatomie du Reich ont utilisé les cadavres de 3 228 prisonniers exécutés. Ces médecins admettent, après la guerre, s'être abstenus de poser des questions sur l'origine des corps. « Personne ne s'en souciait, et pourquoi devrions-nous nous en soucier ? », En 2016, 300 pièces de tissu humain sont retrouvées dans le laboratoire d'Herman Stieve. Après un long processus d'identification, ils sont inhumés le 13 mai 2019 dans le cimetière de Dorotheenstadt, à Berlin par l’hôpital de la Charité et le Mémorial de la résistance allemande.

## Distinctions

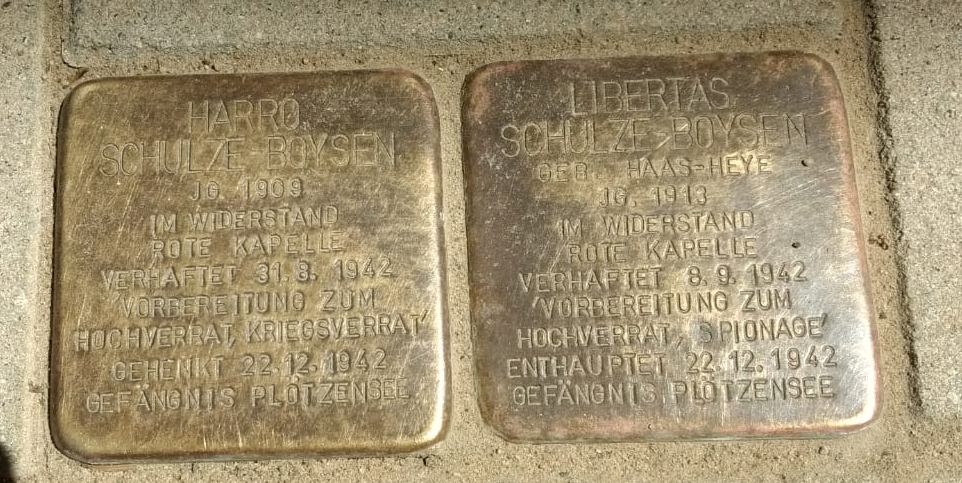
Stopersteine en hommage à Libertas et Harro Schulze-Boysen.

- En 1972, une rue du quartier berlinois de Lichtenberg est baptisée en l'honneur du couple Schulze-Boysen[16].
- L'écrivain allemand Alexander Spoerl (de) dédie son roman Memoiren eines mittelmässigen Schülers (Mémoires d’un élève moyen, 1950) à Libertas Schulze-Boysen.
- La chapelle Libertas dans le château de Liebenberg où Libertas et Harro Schulze-Boysen se sont mariés lui est dédiée. Depuis 2004, une exposition spéciale du Mémorial de la résistance allemande sur la vie de Libertas Schulze-Boysen et la résistance au sein de l'Orchestre rouge contre le national-socialisme y est présentée, documentée par des photographies et de nombreux écrits.
- Une plaque commémorative est apposée au nº 19 de l'allée Altenburger à Berlin-Westend où vivait le couple[17].
- Une école à Löwenberg porte le nom de Libertasschule.
- En 2011, la fondation DKB lui rend hommage à l'occasion de la Journée internationale des droits des femmes[18]
- En 2017, deux Stolpersteine sont apposées devant l'entrée du château de Liebenberg, une pour Libertas Schulze-Boysen, l'autre pour Harro Schulze-Boysen[19].